# Sergej Roebljovski

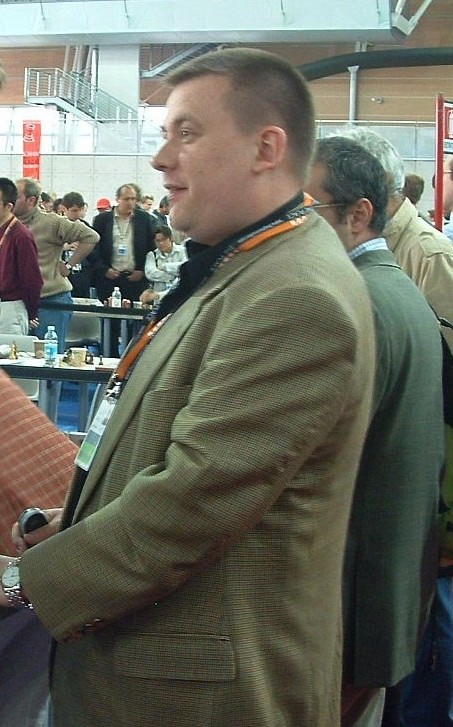
Sergej Roebljovski, 2006

Sergej Vladimirovitsj Roebljovski (Russisch: Сергей Владимирович Рублевский) (Koergan, 15 oktober 1974) is een Russische schaker. Hij is sinds 1994 een grootmeester (GM). Sinds 2012 is hij een FIDE Senior Trainer.

## Jeugd
Roebljovski was op achtjarige leeftijd een categorie 1 speler. Hij ging op 13-jarige leeftijd naar de Pantsjenko-schaakschool, maar werd na een sterk resultaat, 6½ pt. uit 7, op een Sovjet-toernooi voor jeugdteams, toegelaten op de Michail Botwinnik-schaakschool, waar o.a. Garri Kasparov doceerde.
In 1992 werd hij Internationaal Meester (IM).

## Individuele resultaten
- In 1993 won Roebljovski toernooien in Parijs, Tsjeljabinsk en zijn geboortestad Koergan.
- In 1994 won hij opnieuw in Koergan en nam met het Russische tweede team (feitelijk het nationale jeugdteam) deel aan de Schaakolympiade in Moskou, waar het team eindigde als derde.
- In 1994 verwierf hij de titel grootmeester (GM).[1]
- In 1997 won hij in Polanica-Zdrój het Rubinstein Memorial toernooi, voor Boris Gelfand en Jevgeni Barejev.
- In juli 1998 was hij nummer 12 van de wereld.

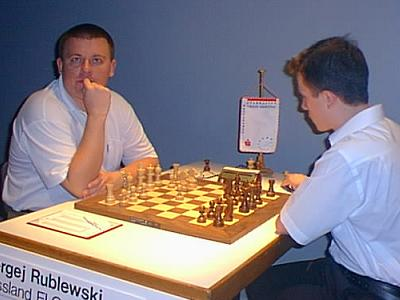
Roebljovski in 2004 in Dortmund spelend tegen Arkady Naiditsch

- In 2004 won Sergej Roebljovski het prestigieuze Aeroflot Open toernooi in Moskou en verwierf een uitnodiging voor de Dortmunder Schachtage 2004, waar hij als zevende eindigde.
- In 2004 won hij bij de European Club Cup in Izmir een partij tegen de 13e wereldkampioen schaken Garri Kasparov.
- Van november 2013 tot april 2014 had hij de Elo-rating 2706. In juli 2004 behoorde hij tot de Top 20 op de FIDE-wereldranglijst.
- In september 2005 speelde hij mee in de semi-finale van het kampioenschap van Rusland, in Kazan. Roebljovski eindigde met 6 punten op een gedeelde derde plaats.
- In december 2005 werd hij de 58e Russische schaakkampioen na het winnen van de superfinale van het in Moskou gehouden kampioenschap, een vol punt boven Dmitry Jakovenko en Alexander Morozevich.[2] Onder de deelnemers waren ook Pjotr Svidler en de 14e wereldkampioen schaken Vladimir Kramnik. Kort daarvoor werd hij bij de Wereldbeker schaken 2005 in Chanty-Mansiejsk zevende, na een play-off (1½–½) tegen Michail Goerevitsj.
- In 2006 won hij met 7½ pt. uit 11 partijen een sterk bezet toernooi in Foros.
- In mei/juni 2007 nam hij in Elista deel aan het door de FIDE opnieuw ingevoerde kandidatentoernooi voor het wereldkampioenschap. Daar won hij in de eerste ronde met 3½–2½ van Roeslan Ponomarjov. In de tweede ronde verloor hij na rapidschaak-play-off met 3½–5½ van Aleksandr Grisjtsjoek.

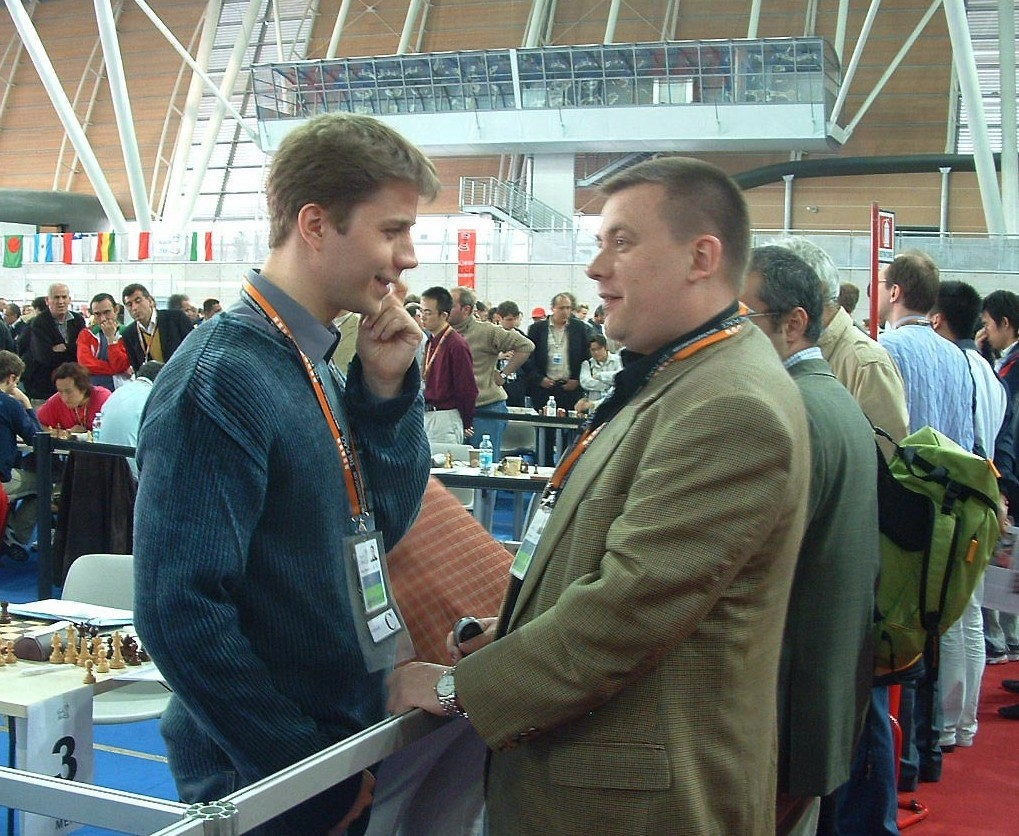
Aleksandr Motyljov (links) en Sergej Roebljovski (rechts) op de Schaakolympiade van Turijn in 2006

## Nationale teams
Roebljovski won met het Russische team vier gouden medailles, een bronzen medaille en één individuele bronzen medaille op Schaakolympiades. Hij nam deel aan zeven Schaakolympiades. In 1994 werd hij met het tweede Russische team derde, in 1996, 1998, 2000 en in 2002 won hij met het Russische team, maar op de Schaakolympiade 2006 lukte dit niet meer; Roebljovski behaalde daar 2 pt. uit 6 partijen. In 2010 speelde hij voor het derde Russische team en won een bronzen medaille voor zijn individuele prestatie aan het derde bord.
Met het Russische team nam Roebljovski deel aan het Wereldkampioenschap voor landenteams in 1997, 2001 en 2005. Het team won in 1997 en in 2005, en werd tweede in 2001.

## Schaakverenigingen
In de Russische competitie voor schaakverenigingen speelde Roebljovski in 1992 voor Chorda Tsjeljabinsk, waarmee hij in 1993 deelnam aan de European Club Cup, in 1995 voor de kampioen Novaja Sibir Novosibirsk, waarmee hij twee keer deelnam aan de European Club Cup, van 1996 tot 1999 voor Sberbank-Tatarstan Kasan, waarmee hij in 1998 kampioen werd en twee keer deelnam aan de European Club Cup, in 2000 voor Sibir Tomsk, van 2001 tot 2005 en in 2007 voor Ladja Kasan-1000, waarmee hij in 2002 en in 2003 kampioen werd en vier keer deelnam aan de European Club Cup (in 2001 speelde hij bij de European Club Cup echter voor de winnaar Norilski Nikel Norilsk), in 2006 voor Termosteps Samara, in 2008 voor SchSM-64 Moskau, in 2009 voor Oeral Jekaterinburg, waarmee hij ook deelnam aan de European Club Cup, sinds 2010 speelt hij voor Jugra Chanty-Mansijsk, waarmee hij vier keer deelnam aan de European Club Cup.

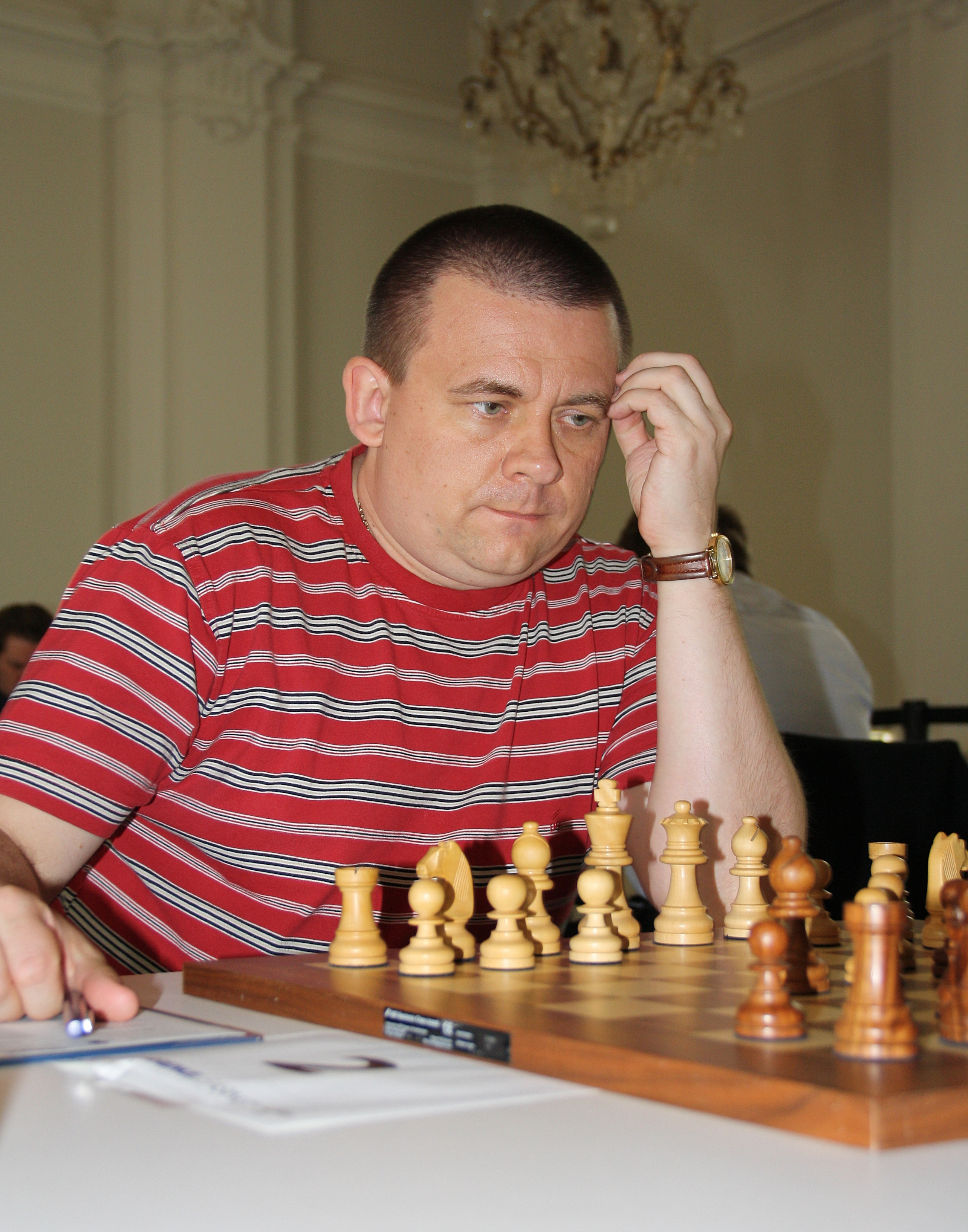
Sergej Roebljovski

De Nederlandse Meesterklasse won hij in 2007 met Share Dimension Groningen, in de Franse competitie speelde hij in 2004 voor Echiquier Niçois. In Spanje speelde hij in 2006 en 2007 voor CA Linex Magic Mérida, waarmee hij in beide jaren kampioen werd en ook in 2007 de European Club Cup won, en in 2008 voor CE Binissalem. Ook speelde hij voor de Servische vereniging ŠK Radonja Bojović Nikšić, waarmee hij in 2000 deelnam aan de European Club Cup.

## Speelstijl
Grootmeester Nigel Short vertelde over Roebljovski: "Roebljovski is niet een 'sexy' speler. Er zijn jongere en meer getalenteerde spelers, en hij weet dat. Maar hij heeft een behoedzaamheid die de nieuweling niet heeft. Met de tieners zoekt hij niet de scherpe kantjes van de openingstheorie op, waar hij zijn afnemend geheugen zou moeten testen tegenover hun verse met hulp van de computer uitgevoerde analyses. Liever wijkt hij iets af van de gebaande wegen - niet direct de jungle in, maar naar naar de minder vaak gebruikte zijpaden, waar hij voordeel heeft van zijn ervaring."
GM Alexander Morozevich deed eens de uitspraak "... mijn openingsrepertoire is niet ‘eigenaardiger’ dan bijvoorbeeld dat van Roebljovski."
Met wit speelt Roebljovski in het algemeen 1.e4.
Tegen 1... e5 speelt hij de Schotse opening. Tegen 1... c5 speelt hij vaak het gangbare Siciliaans, maar soms kiest hij daarin voor een van de volgende variaties: 1.e4 c5 2.Pf3 d6 3.Lb5+ of 1.e4 c5 2.Pf3 e6 3.c4. Tegen de Franse verdediging en de Caro-Kann, speelt hij 2.d4 gevolgd door 3.Pd2.
Met zwart reageert hij op 1.e4 met de Siciliaanse verdedigingsvariant met 2... e6 3.d4 cxd4 4.Pxd4. Tegen 1.d4 speelt hij meestal het aangenomen damegambiet en soms de Slavische verdediging.